# Odilo xứ Bayern
Odilo của Bayern (* trước 700; † 18. tháng 1 năm 748) là công tước xứ Bayern từ năm 736 cho tới khi chết.
Odilo xuất thân từ dòng họ quý tộc công tước Bayern Agilolfinger. Từ năm 736, ông kế vị Hugbert, tới năm 739 ông đã thành công trong việc phân chia địa phận công giáo tại Bayern. Những địa phận như Regensburg, Freising, Passau và Salzburg được phân chia và ấn định ranh giới. Năm 742 Odilo cưới Hiltrud, con gái quản gia triều đình (Hausmeier) của đế quốc Franken Karl Martell, tuy nhiên ông có xung đột với các người con của ông này Karlmann và Pippin Lùn vào năm 743. Odilo thua tại trận am Lech, trốn đi và phải công nhận quyền uy của Franken đối với lãnh thổ Bayern, tuy nhiên ông được giữ tước vị công tước. Sau đó cùng năm Karlmann xua quân trừng phạt người đông Sachsen, có Odilo tham dự.
Lãnh địa công quốc Bayern bị thu nhỏ lại, chỉ còn ở miền nam sông Donau.
Sau khi Odilo chết, Grifo muốn giải phóng Baiern khỏi sự thống trị của vương quốc Frank. Cùng với bá tước Swidger, ông ta bắc cóc người vợ góa của Odilo và con trai của ông, tức là Tassilo III sau này. Pippin vào năm 749 phải đưa quân đánh Bayern. Sau khi ông ta thắng trận, con của Odilo, Tassilo III, geb. 741, dưới sự cai quản của mẹ ông, Hiltrud, được nối ngôi cha.
Odilo được cho là người sáng lập tu viện Benediktbeuern vào năm 739, Niederaltaich (với Pirmin) năm 741 và tu viện Mondsee năm 748 bây giờ thuộc thượng Áo và một số tu viện khác. Ông được chôn cất tại tu viện Gengenbach ở Ortenaukreis, chỗ được Pirmin sáng lập năm 727.